# Golf na Igrzyskach Ameryki Południowej 2018
Golf na Igrzyskach Ameryki Południowej 2018 odbywał się w dniach 30 maja – 2 czerwca 2018 roku w Country Club Cochabamba w Cochabamba. Rywalizacja odbywała się w trzech konkurencjach zarówno indywidualnych, jak i drużynowych.

## Podsumowanie

### Klasyfikacja medalowa
| Klasyfikacja medalowa | Klasyfikacja medalowa | Klasyfikacja medalowa | Klasyfikacja medalowa | Klasyfikacja medalowa | Klasyfikacja medalowa |
| --------------------- | --------------------- | --------------------- | --------------------- | --------------------- | --------------------- |
| Miejsce               | Reprezentacja         | Złoto                 | Srebro                | Brąz                  | Razem                 |
| 1                     | Paragwaj              | 1                     | 2                     | 1                     | 4                     |
| 2                     | Kolumbia              | 1                     | 1                     | 1                     | 3                     |
| 3                     | Wenezuela             | 1                     | 0                     | 0                     | 1                     |
| 4                     | Argentyna             | 0                     | 0                     | 1                     | 1                     |
| Razem                 | Razem                 | 3                     | 3                     | 3                     | 9                     |

### Medaliści
| Konkurencja   | 1. miejsce                                 | 2. miejsce                               | 3. miejsce                                    |
| ------------- | ------------------------------------------ | ---------------------------------------- | --------------------------------------------- |
| Mężczyźni     | Jorge Antonio García                       | Carlos Franco                            | Santiago Gómez                                |
| Kobiety       | Paola Moreno                               | Milagros Cháves                          | Sofía García                                  |
| Pary mieszane | Paragwaj · Milagros Cháves · Carlos Franco | Kolumbia · Paola Moreno · Daniel Zuluaga | Argentyna · Manuela Carbajo · Roberto Contini |